# Manucol-Hata (Ort)
Manucol-Hata (Manacolohata) ist ein osttimoresischer Ort im Suco Loidahar (Verwaltungsamt Liquiçá, Gemeinde Liquiçá). Das Zentrum des Dorfes liegt im Süden der Aldeia Manucol-Hata in einer Meereshöhe von 630 m, nah der südlichen Grenze zur Aldeia Hatululi. Nördlich liegt der Ort Cotalara, nordwestlich der Ort Soatala und südöstlich der Ort Hatululi.
Im Ort befinden sich der Sitz des Sucos Loidahar und eine Grundschule.